# Elias (film)
Elias er en dansk kortfilm fra 2012, der er instrueret af Gaia Mariana Fittipaldi Giobbi efter manuskript af hende selv og Noa Kjærsgaard Hansen.

## Handling
Denne artikel mangler et handlingsreferat. Hjælp os med at skrive det.